# Quindecime
Een quindecime (van Latijn: quindecimus, de vijftiende) is in de muziektheorie het interval in een diatonische toonladder tussen een eerste toon en de daarboven of eronder liggende vijftiende toon. Een quindecime omvat veertien toonafstanden.
De quindecime komt overeen met het dubbeloctaaf; het is een samengesteld interval opgebouwd uit twee octaven waarvan er in elk geval één rein is. Het interval tussen bijvoorbeeld de tonen c en c" is dus een quindecime. Men zegt dat de c" een quindecime boven de c ligt.
Ook de tweeklank die bestaat uit twee tonen die een quindecime uit elkaar liggen, wordt als quindecime aangeduid. De tweeklank c-c" is een quindecime, of de tonen c en c" vormen een quindecime.
Het telwoord 'vijftiende' is ook te zien in de aanduiding voor dubbel octaveren in notenschrift: 15ma (naar de Italiaanse vorm quindecima) of 15ma basso boven de notenbalk.

## Varianten
De meest voorkomende quindecimen zijn de reine quindecime, de verminderde quindecime en de overmatige quindecime.

### Reine quindecime
De reine quindecime is nauw verwant met het reine octaaf. In de reeks natuurtonen is de reine quindecime een interval met de frequentieverhouding 4 : 1, dus bestaande uit twee reine octaven. De reine quindecime is daarmee de 3e boventoon van de harmonische boventoonreeks. Hiervan afgeleid wordt elke quindecime rein genoemd met een toonafstand van een twee reine octaven. Een reine quindecime wordt in de muziektheorie wel aangeduid als P15.
- Voorbeeld: het interval tussen c' en c"' is een reine quindecime

### Verminderde quindecime
Als het eerste octaaf in een quindecime verminderd is, heet ook de quindecime verminderd.
- Voorbeeld: de afstand tussen c' - ces"' is een verminderde quindecime

### Overmatige quindecime
Als het eerste octaaf in een quindecime overmatig is, heet ook de quindecime overmatig. 
- Voorbeeld: de afstand tussen c' - cis"' is een overmatige quindecime.

## Meervoudige octaven
- Een tripeloctaaf of drievoudig octaaf is de 22e toon van de diatonische toonladder en de 7e toon van de harmonische boventoonreeks; de frequentieverhouding is 8 : 1.
- Een viervoudig octaaf (quadrupeloctaaf) is de 29e toon van de diatonische toonladder en de 15e toon van de harmonische boventoonreeks; de frequentieverhouding is 16 : 1.